# روجر س. ويلسون
روجر س. ويلسون (بالإنجليزية: Roger C. Wilson)‏ هو ملحن أمريكي، ولد في 25 أبريل 1912، وتوفي في 11 أكتوبر 1988.